# Плавтилла Неллі
Пулізена Маргарита Неллі, сестра Плавтилла (1524—1588) — італійська художниця-самоучка, перша відома жінка-художниця епохи Відродження у Флоренції. Черниця та абатиса домініканського монастиря Святої Катерини Сієнської, перебувала під впливом вчення Савонароли і творчості Фра Бартоломео. Створювала рідкісні на той час для жінок-художниць великомасштабні роботи, які підписувала, недвозначно вказуючи свою стать.

## Життєпис
Пулізена Маргарита Неллі народилася в заможній родині в районі Сан-Феліче у Флоренції. Її батько, П'єро ді Лука Неллі, був успішним торговцем тканинами, а її предки походили з тосканської долини Муджелло, як і династія Медічі. У Флоренції існує сучасна вулиця Віа дель Канто де Неллі в районі Сан Лоренцо, названа на честь її сім'ї, а Нова ризниця церкви Сан Лоренцо — це первісне місце, де знаходилися її родинні будинки.
Близько половини всіх освічених дівчат в ту епоху батьки віддавали в монастирі, щоб уникнути витрат на посаг. 
Вона стала черницею у 14 років, взявши ім'я сеньйора Плавтилла, в монастирі Санта-Катерина-ді-Кафаджо, розташованого на площі Сан-Марко у Флоренції. Закладом керували монахи-домініканці з Сан-Марко на чолі з Савонаролою. Проповіді Савонароли заохочували монахинь займатися живописом і малюванням, щоб уникнути лінощів, тому монастир став центром для монахинь-художниць. Її сестра, також монахиня, Костанца (сеньйора Петронілла) написала житіє Савонароли. Пізніше Плавтилла Неллі тричі ставала настоятелькою цього монастиря. 
Плавтилла Неллі мала прихильність багатьох меценатів (в тому числі жінок), виконуючи великі твори та мініатюри. Мистецтвознавець XVI століття Джорджо Вазарі писав: «А в будинках панів по всій Флоренції так багато картин, що було б нудно намагатися розповісти про них усі». Фра Серафіно Рацці, домініканський монах XVI століття, історик і савонароліано (учень Савонароли), назвав трьох монахинь Санта-Катерини ученицями Плавтілли: сеньйору Пруденцу Камбі, сеньйору Агату Трабалезі, сеньйору Марію Руджері, та ще трьох інших як додаткових творчинь: сестру Вероніку, сестру Діонісію Нікколіні та його сестру — сестру Марію Анджеліку Рацці.

## Мистецтво та стиль
Неллі не мала жодної формальної освіти, а її чоловічі фігури, як кажуть, мають «жіночі риси», оскільки її релігійне покликання забороняло вивчати оголених чоловіків.
Будучи самоучкою, Плавтилла Неллі копіювала роботи художника-маньєриста Аньоло Бронзіно та художника Високого Відродження Андреа дель Сарто. Її основним джерелом натхнення було копіювання робіт Фра Бартоломео, які віддзеркалювали стиль класицизму, нав'язаний художніми теоріями Савонароли. Фра Бартоломео залишив свої малюнки своєму учневі, Фра Паоліно, який, своєю чергою, залишив їх у володінні «черниці, яка малює» в монастирі Санта-Катерина-да-Сієна. Неллі підписувала свої картини як «Моліться за художницю» після свого імені, підтверджуючи свою роль, попри тогочасні упередження до жінок.
Її роботи відрізняються від робіт її натхненників підвищеним почуттям, яке вона додавала до виразу обличчя кожного з персонажів. Авторка Джейн Форчун згадувала її «Оплакування зі святими» та «непідробну емоційну скорботу, пов'язану зі смертю Христа, зображену через червоні очі та видимі сльози на жіночих фігурах», як приклад. «Оплакування» Неллі, яке зараз знаходиться в Музеї Сан-Марко у Флоренції, також обговорюється в книзі Джонатана К. Нельсона «Художниця-пріора ренесансної Флоренції».
Більшість робіт Неллі є великомасштабними, що було дуже рідкісним явищем для жінки-художниці в її епоху.
Вона є однією з небагатьох жінок-художниць, згаданих у «Життєписах найвидатніших художників, скульпторів та архітекторів» Вазарі. Для її робіт характерна релігійна тематика, з яскравим зображенням емоцій на обличчях її персонажів.